# 사토 유코 (성우)
사토 유코(일본어: 佐藤ゆうこ, 12월 25일 ~)는 일본의 여자성우다. 가나가와현 출신 액센트 소속이다

## 출연작

### TV애니메이션
1993년
- 닌타마 란타로 (쿠로카도 덴시치 / 10기~)

2001년
- 샤먼킹 (아사쿠라 요우)

2003년
- 강철의 연금술사 (러스트)
- 가드 가드 (키사라기 타쿠미)
- 우주소년 아톰 2003 (켄이치(에디))
- 최유기 리로드 (또다른 삼장(신))

2004년
- 블랙잭 TV 시리즈 (샤라쿠)

2005년
- 두근두근 비밀친구 (잇사(이싸))

2006년
- FLAG (하칸 아크발)

2007년
- 대 에도 로켓 (겐조의 어머니)